# Viola sphaerocarpa
Viola sphaerocarpa W.Becker – gatunek roślin z rodziny fiołkowatych (Violaceae). Występuje endemicznie w Chinach – we wschodnim Syczuanie i południowym Shaanxi. 

## Morfologia
PokrójBylina dorastająca do 6–12 cm wysokości, tworzy kłącza.
LiścieBlaszka liściowa ma owalnie okrągławy kształt. Mierzy 2,5–4 cm długości oraz 1,8–2,8 cm szerokości, jest karbowana na brzegu, ma sercowatą nasadę i spiczasty lub ostry wierzchołek. Ogonek liściowy jest nagi i ma 20–40 mm długości. Przylistki są równowąskie i osiągają 8–10 mm długości.
KwiatyPojedyncze, wyrastające z kątów pędów. Mają działki kielicha o owalnie lancetowatym kształcie.
OwoceTorebki mierzące 4 mm średnicy, o kulistym kształcie.

## Biologia i ekologia
Rośnie w lasach i zaroślach. Występuje na wysokości od 800 do 1600 m n.p.m.